# Nesocordulia villiersi
Nesocordulia villiersi là một loài chuồn chuồn ngô thuộc họ Corduliidae. Nó là loài đặc hữu của Comoros.